# Cloud Imperium Games
Cloud Imperium Games (comúnmente abreviado "CIG") es una compañía desarrolladora de videojuegos Estadounidense, fundada en 2012 por Chris Roberts y Ortwin Freyermuth, con oficinas establecidas en Los Ángeles, Austin, Wilmslow/Derby, Frankfurt. En 2020 se anuncia la fundación de un nuevo estudio de apoyo en Montreal a cargo de la empresa Turbulent Inc.
Cloud Imperium Games fue fundado con el objetivo de crear un ambicioso videojuego de simulación espacial dirigido por Chris Roberts (creador de obras como Wing Commander o Freelancer). Debido al desinterés de editoras tradicionales por financiar videojuegos de esa temática y escala, la empresa decidió recurrir al micromecenazgo como método principal para financiar el desarrollo.

## Empresa y Desarrollo
Debido a la espectación por el producto y al apoyo monetario por parte de usuarios la empresa ha crecido desde 13 trabajadores registrados en 2012 hasta más de 600 empleados en 2019. De igual manera, en el mismo período se han inaugurado diversas filiales en Europa y Norteamérica dedicadas al desarrollo de Star Citizen/Squadron 42. Así mismo, se han recaudado más de 500 millones de dólares en 10 años, lo cual ha convertido a Star Citizen en el proyecto de micromecenazgo más exitoso hasta la fecha. Además, el gran aumento en el presupuesto implicó sumar al desarrollo características jugables más ambiciosas a lo originalmente planeado.
Los principales proyectos de CIG son Star Citizen, un videojuego multijugador masivo en línea de acción y simulación espacial, y su vertiente para un jugador llamada Squadron 42. El Universo Persistente (PU) se basa en una experiencia compartida por jugadores en una galaxia que se planea poblar con al menos 100 sistemas planetarios únicos, donde cada jugador podrá ejercer una profesión, afincarse en planetas o lunas, comerciar, explorar o luchar en batallas espaciales y terrestres en locaciones orbitales así como en planetas completamente explorables y sin tiempos de cargas. Esta sección del proyecto se encuentra actualmente en early access y cada trimestre se suman características y contenidos vía actualización. Squadron 42 por su parte, si bien comparte una base técnica, se trata de una experiencia de acción narrativa que se desenvolverá principalmente en un sistema planetario llamado Odin, con personajes interpretados por celebridades reconocidas de Hollywood tales como Mark Hamill (quien ya había colaborado en títulos previos de Chris Roberts), Gillian Anderson, Mark Strong, Henry Cavill, Andy Serkis o Gary Oldman, entre otros actores reconocidos. Gran parte del personal total empleado en Cloud Imperium Games se encuentra completa o parcialmente dedicado a crear la campaña para un jugador, por lo que se espera se lance oficialmente al mercado antes que la experiencia MMO. Y Chris Roberts ha anunciado en 2020 que ya no se compartiran fechas estimadas para el proyecto, sino que sólo anunciarán una ventana de lanzamiento una vez el videojuego esté muy pulido y alcance los altos estándares de ambición del equipo.
En 2015 la empresa anuncia que abrirá una sede en Frankfurt, Alemania. Se comunica que entre los contratados se encuentra Brian Chambers, previamente Productor Senior en Ryse: Son of Rome así como otros empleados provenientes de Crytek, empresa que atravesaba problemas financieros y denuncias por impago de salarios. Varios de los nuevos desarrolladores fueron ingenieros y programadores veteranos en CryEngine, participantes en la creación de Far Cry o Crysis, cuya experiencia y apoyo en la refactorización del Motor Gráfico ha permitido ampliar enormemente el nivel de ambición del proyecto.
En 2018 se comunica que CIG ha recibido una inversión privada de 46 millones de dólares de los empresarios Clive Calder y Keith Calder. Esta inversión se realiza a cambio del 10% de la compañía. Luego en 2019, se anuncia una nueva inversión minoritaria de 17 millones de dólares. De acuerdo a Cloud Imperium Games, esta inversión privada se utilizará primordialmente para propósitos de marketing y promoción ya que el dinero recaudado mediante micromecenazgo se utiliza casi en su totalidad para costear el desarrollo.
En 2020 Crytek y CIG llegan a un acuerdo para detener el conflicto legal iniciado por la empresa alemana en 2017 con la retirada de las acusaciones. Sin ninguna resolución judicial formal, se anuncia un acuerdo extrajudicial confidencial entre ambas partes. Posteriormente, se da a conocer la adquisición por parte de CIG de una licencia perpetua de CryEngine y sus tecnologías. Más tarde en el año 2020, CIG anuncia la creación de un nuevo estudio en Montreal, en sociedad con la empresa Turbulent, empresa que colabora estrechamente con los servicios backend y soporte web de CIG. Este nuevo estudio reclutará a 100 desarrolladores y artistas en 3 años, dedicados exclusivamente a la edición y elaboración de sistemas planetarios de Star Citizen.
Cloud Imperium Games ha sido objeto de críticas por parte de algunas comunidades de usuarios y medios especializados. Estas se enfocan principalmente en el tiempo que toma desarrollar tanto Star Citizen como Squadron 42 al nivel de ambición prometido por Chris Roberts. De igual forma, se reprocha al estudio la manera de financiar el desarrollo del proyecto, principalmente mediante la venta de packs de juego, naves, cosméticos, etc. Objetos que en algunos casos aún no se hallan disponibles en la alpha jugable, con valores que oscilan desde los 45 dólares hasta artículos de venta limitada de más de 1000 dólares. Pese a las críticas sobre el modelo de financiación, los ingresos de la empresa han crecido logrando un récord de entradas en los últimos años. En 2020, sus ingresos casi duplicaron a los de 2019.